# Датски период на Тридесетгодишната война
Датският период на Тридесетгодишната война (1624 – 1629) е продължение на Чешко-пфалцкия период. Той е свързан най-вече с името на датския крал Кристиан ІV (1588 – 1648), който решава да се бори за каузата на протестантите. През предишния период чехите въстават против император Фердинанд ІІ, а пфалцкият курфюрст Фридрих V ги подкрепя. Той става чешки крал, но претърпява поражение (1620) и бяга обратно в Пфалц. След още три години упорити военни действия по течението на Рейн неговият пълководец Мансфелд е победен от католическата армия на Тили. Фридрих поема пътя на изгнанието, а Фердинанд ІІ става господар на цяла Германия.

## Нов съюз против императора
След 1624 г. Тридесетгодишната война прераства в международен конфликт. Протестантските сили са недоволни от развитието на събитията, но никоя държава не е готова да води реална война. Забелязва се обаче всеобщо обръщане на настроенията против Хабсбургите. В Англия Джеймс І поема антииспански курс, след като не успява да ожени сина си за испанска принцеса. Във Франция от 1624 г. на власт е крайният противник на тази династия – кардинал Ришельо. Съединените провинции на Нидерландия винаги са готови да финансират акции против нея, но не и да участват пряко с армии, защото са заети в продължаващата война с Испания. Най-вероятният водач на протестантска контраофанзива изглежда датският крал. Шведският (Густав ІІ Адолф) също е замесен в преговорите, но поставя толкова високи изисквания за субсидии и крепости по северните германски брегове, които се оказват неизпълними.
Англия наема неуморния Ернст фон Мансфелд с обещанието да организира нови 10 000 войници и да ги постави под командването му. Като основна цел е посочена намесата в холандско-испанската война. По това време испанците, начело с големия генерал Амбозио ди Спинола, обсаждат ключовия град Бреда. Французите се противопоставят на подобна акция и се отдръпват, докато армията на Мансфелд е така лошо организирана и платена, че не може да постигне нищо. След почти едногодишна обсада, през юни 1625 г. Бреда капитулира. Това събитие ускорява преговорите за съюз и през ноември същата година Англия, Нидерландия и Дания подписват договора от Хага. Съгласно текста първите две държави се ангажират да изплащат по 50 000 лири на месец издръжка за армията на Кристиан ІV, който трябва да свика 30 000 души. За съжаление това се случва след смъртта на Джеймс І, а новият крал Чарлз се оказва неспособен да получи обещаните суми от парламента. Оттук нататък Кристиан така и не получава повечето от субсидиите.

## Появата на Валенщайн
Все пак това разочароващо обстоятелство не осуетява намеренията му, тъй като от мита и такси датският крал има достатъчно доходи, за да финансира сам кампанията си. Той не се допитва и до съсловното си събрание, което ще се окаже сериозна грешка. В резултат от войната събранието извършва малка революция, която ограничава прераготивите на монарха в следващите десетилетия. Опитът на Кристиан да воюва по начина, по който по-късно го прави Луи ХІV, се оказва отвъд възможностите на малката Дания.
Още през пролетта на 1625 г. Кристиан ІV е избран от владетелите в Долносаксонския имперски окръг за водач, а събранието на окръга му дава правото да събере допълнителни войници от неговите земи. Така кралят се очертава като сериозна заплаха за императора, който търси начин да му се противопостави. Дотогава той разчита главно на армията на Католическата лига (създадена от баварския херцог Максимилиан І през 1609 г.), командвана от Йохан фон Тили, но сега се обръща към един чешки авантюрист, вече доказал верността си – Албрехт фон Валенщайн. Двамата се договарят Валенщайн да събере със собствени средства 24 000-на армия, която след това да издържа императорът. Папата също обещава солидни субсидии. Неслучайно историците определят тази сделка като „фатална за Германия“, защото методите на Валенщайн са брутални и съсипват големи територии от страната. Той безцеремонно изисква всеки четвърти мъж в именията му да се запише в армията, а на градовете, които откажат, дава правото да се откупят за 10 000 флорина. С готовата си армия опустошава цветущи райони, за да осигури издръжката ѝ. Обявява цената, на която всеки наближен от хората му град може да се откупи. Тези, които се съпротивляват, са разрушавани и опожарявани.
Валенщайн става една от главните причини Тридесетгодишната война да се окаже пагубна за германския народ. „Използвайки военните начинания Валенщайн се издигна до може би най-влиятелния мъж в империята“ – така го описва Дейвид Кайзер.

## Войната през 1625 – 1627 г.
През октомври 1625 г. на бойните полета се оказват четири армии. От страна на протестантите действат Кристан ІV и Мансфелд, а на католиците – Тили и Валенщайн. Координацията между тях е слаба, почти никаква, генералите от една и съща страна се възприемат като съперници. Валенщайн навлиза в Долна Саксония без да срещне съпротива, където завземе протестантско епископство, поставя католически епископ. Първата битка от този период е на 25 април 1626 г. при моста в Десау. Той е построен от Валенщайн през река Елба и е от ключово значение, затова се пази от неголям гарнизон. Мансфелд решава да го атакува, без да знае, че Валенщайн е наблизо. Сражението завършва с поражение на протестантите, но все пак победата на Валенщайн се дължи главно на късмет, а не на тактически умения. Една трета от армията на Мансфелд е избита, но той не е преследван и бързо попълва загубите си. Все пак, виждайки, че не може да се противопостави на католиците, той се оттегля в Силезия, преследван от тях.
През това време Кристиан ІV напредва на юг, но е пресрещнат от Тили. Без да се стигне до голямо сражение кралят е принуден да започне отстъпление. През лятото, вече близо до границите на кралството си, той решава да заеме силни позиции при градчето Лутер, за да спре противника си. Битката, разразила се на 27 август 1626 г., би могла да се развие по друг начин, но в навечерието ѝ 5000 войници на Валенщайн се присъединяват към Тили. Датчаните са се строили зад дълбоко дере, което очакват да послужи като естествена бариера. Един от полковете на Тили обаче успява да го преодолее, да създаде плацдарм от другата страна и така пехотата да напредне успешно. Решаващи се оказват фланговите атаки на конницата на Тили. Те пречупват бойния дух на датчаните и ги принуждават да се оттеглят.
През това време Валенщайн и Мансфелд си играята на „котка и мишка“ в Силезия, без да се сражават. За да се спаси, Мансфелд навлиза в Унгария, съединява се с войските на трансилванския войвода Габор Бетлен, който отново (след 1619 г.) нахлува във владенията на Хабсбургите. Тази опасна комбинация обаче се разпада бързо, когато Бетлен се принуждава да се оттегли. На 30 декември 1626 г. Фердинанд ІІ подписва с трансилванците мир в Пресбург (дн. Братислава). Но не това, а неочакваната смърт на Мансфелд месец по-рано приключва протестантската съпротива в района. Остатъците от войските му са ликвидирани до пролетта на 1627 г.
Сега всички сили на католиците се насочват срещу датския крал. През лятото на 1627 г. те го изтласкват от Долна Саксония и през октомври навлизат на полуостров Ютланд, тоест в самата Дания. Кристиан ІV се вижда принуден да оттегли армията си на островите и да остави половината си земи на милостта на 60 000 победители. Това нещастие съвпада с други злочести обстоятелства: Чарлз І се оттегля от войната заради препирните с парламента, докато другият потенциален съюзник – Франция – се заема да реши хугенотския въпрос с обсадата на Ла Рошел. Така от есента на 1627 г. за втори път всякаква съпротива срещу императора е сломена.

## Окончателно поражение за Дания
Няколко са причините за поредното възобновяване на войната. На първо място Фердинанд ІІ започва да иззема земи на протестантски принцове и духовници и да ги дава на католици. Един от най-печелившите е неговият герой Валенщайн, който използва владенията си да създаде огромна армия. Тя признава само него за господар и действа като държава в държавата. Появата ѝ хвърля в ужас протестантите, дори много католически принцове протестират пред императора. Тук се крие втората причина. На трето място, австрийците решават да построят флот в Балтийско море, с помощта на който да изкоренят протестантството дори и в Скандинавия. Това кара Густав Адолф да преразгледа неутралната си позиция и да подкрепи Дания за една нова офанзива. Съюзът е оформен в договор от януари 1628 г.
Един конфликт относно Померания дава повод за нови военни действия. Последният херцог на тази област – Богуслав ХІV – завещава земите си на протестантската държава Бранденбург. Фердинанд иска да попречи на това, защото в състава на Померания влиза ключовото пристанище Щралзунд. Валенщайн изпраща част от армията си да заеме близкия остров. От май до юни 1628 г. той обсажда яката крепост, но Швеция и Дания осигуряват подкрепления и всякакви доставки. Идва и английски контингент. Макар че събира 35 000 души, които три пъти атакуват стените, католическият генерал е неспособен да осигури контрол по море и се проваля. Триумфът на протестантите при Щралзунд идва неочаквано и дава на Кристиан ІV надежда за обрат във войната. Той нахлува отново в Долна Саксония, но поражението му при Волгаст (2 септември същата година) слага край на илюзията. Притиснат отново, той се съгласява на мир, подписан през май 1629 г. в Любек.